# Дерева садиби П. Г. Березовського
Дере́ва сади́би П. Г. Березо́вського — ботанічна пам'ятка природи місцевого значення в Україні. Розташована в межах Чернігівського району Чернігівської області, у селі Старий Білоус.
Площа 0,05 га. Статус присвоєно згідно з рішенням Чернігівської обласної ради від 17.06.2014 року. Перебуває у віданні: с. Старий Білоус.
Статус присвоєно для збереження 5 дерев віком понад 100 років, історично пов'язаних із садибою Березовських.

## Галерея

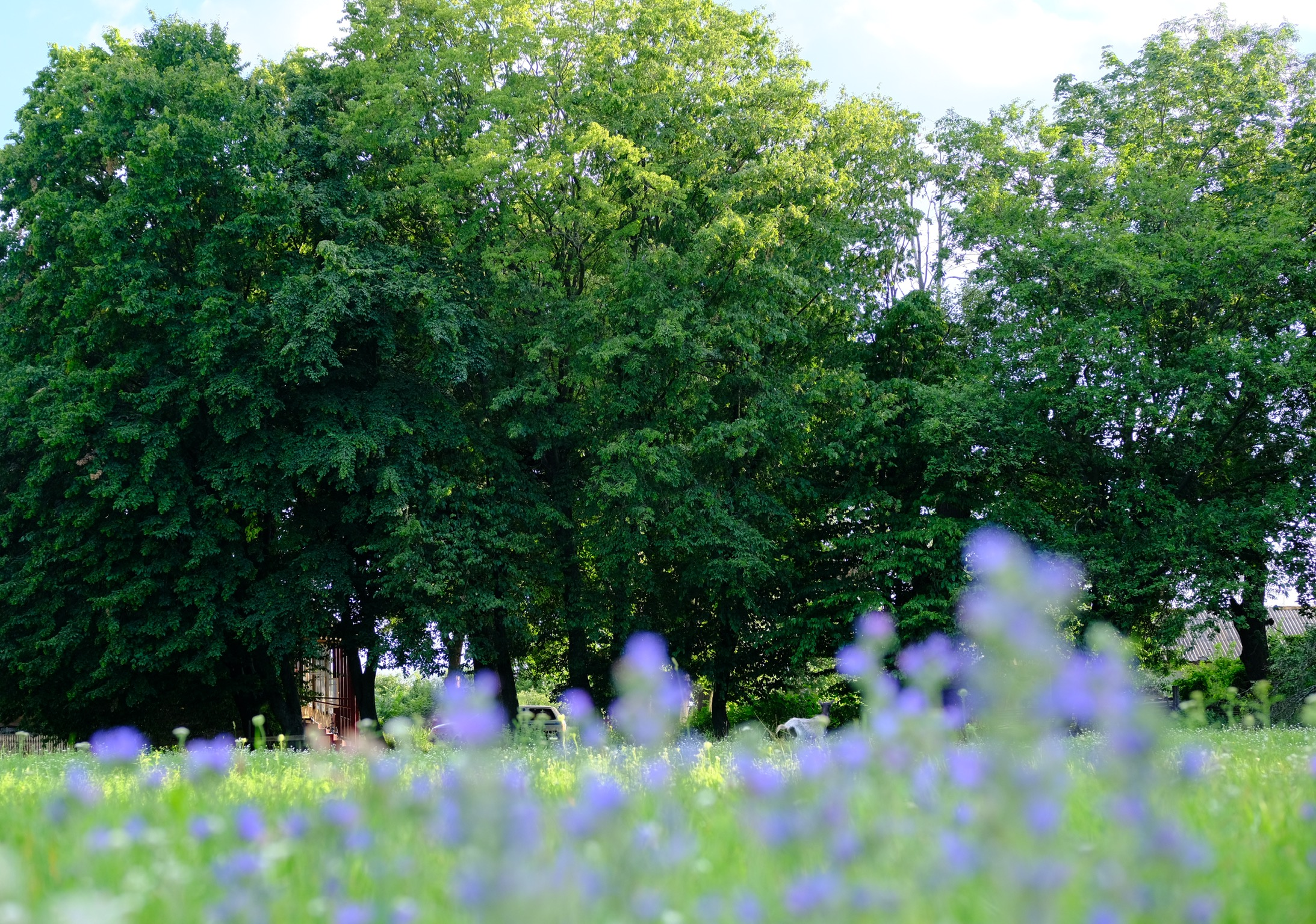
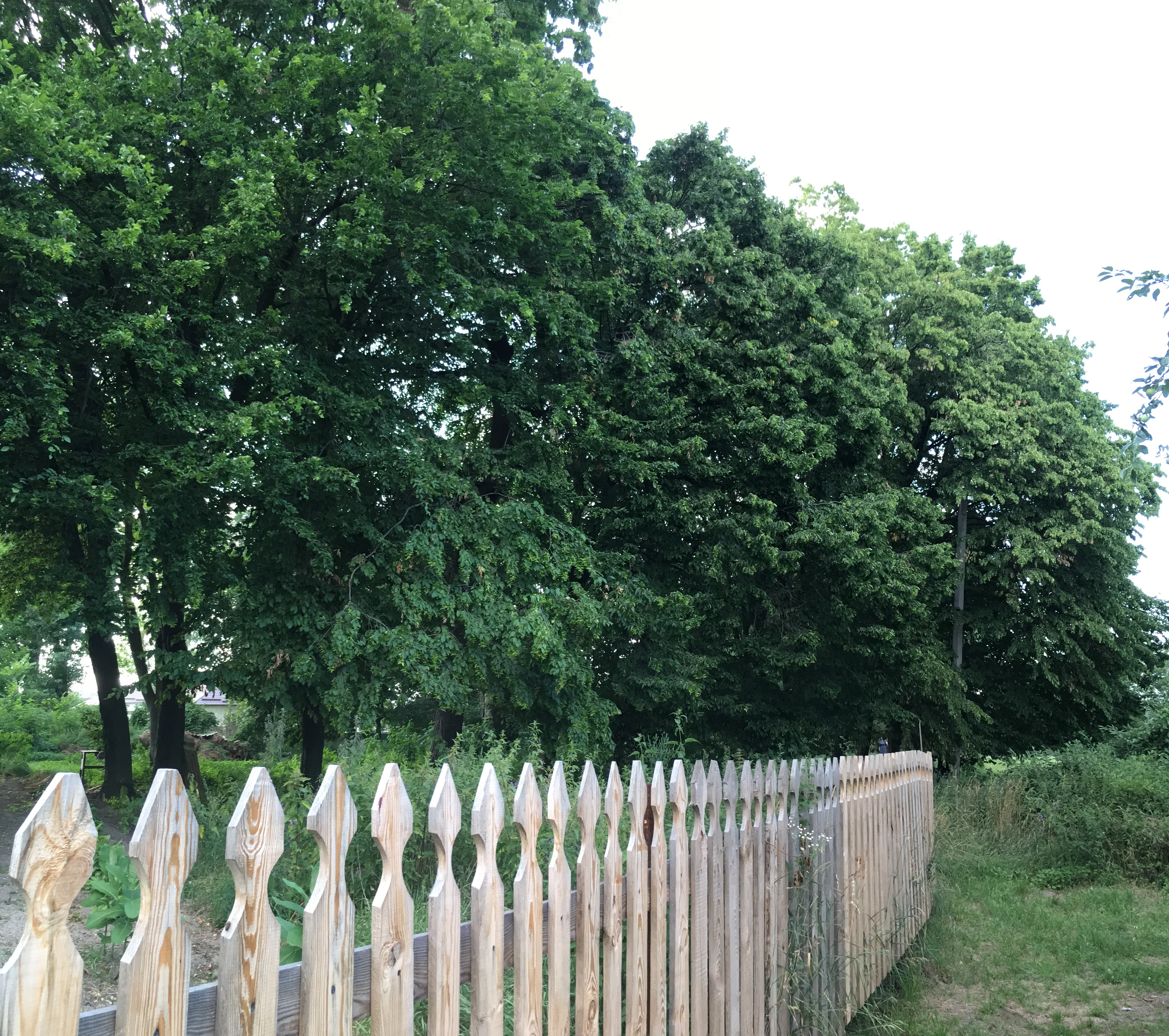
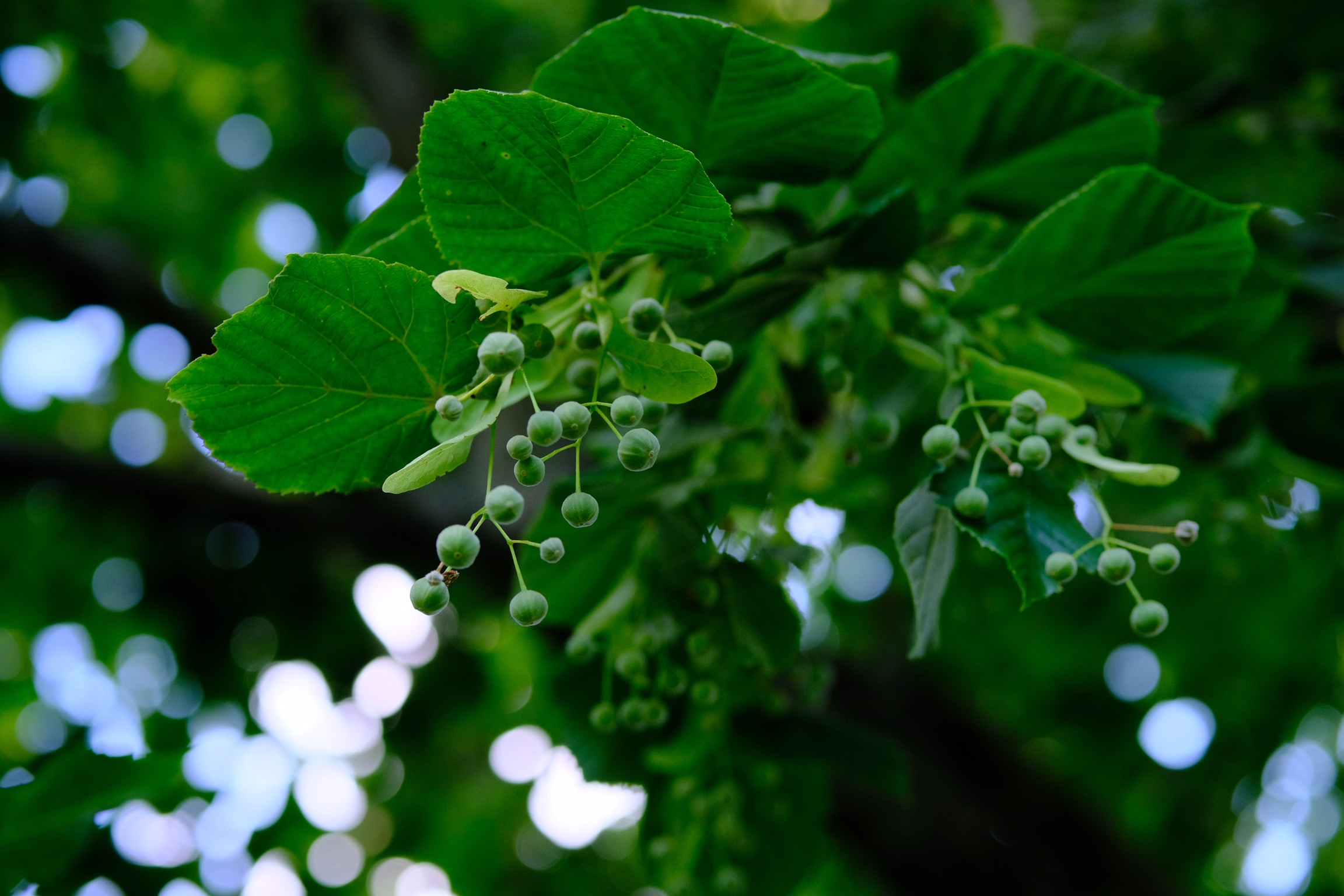